# Sliman Mansour
Pour les articles homonymes, voir Mansour.
Sliman Mansour (Slimane Mansour), né à Birzeit en 1947, est un peintre, sculpteur et auteur palestinien, considéré comme une personnalité de l'art contemporain palestinien. Il est considéré comme un artiste de l'Intifada dont les œuvres intègrent le concept culturel de “sumud”, à savoir la persévérance ou résilience. Ses peintures, qui ont été exposées dans le monde entier, représentent le combat des Palestiniens, et comprend notamment des femmes en costume traditionnel palestinien dans des paysages du Levant couverts de verdure. En 1987, il participe à la “nouvelle vision”, un collectif qui a boycotté les fournitures israéliennes pour les remplacer par des produits locaux naturels palestiniens.
L'artiste et chercheur palestinien Samia Halaby assimile Mansour au Mouvement de libération artistique et cite sa contribution importante en tant qu'artiste et praticien culturel avant l'Intifada.

## Biographie
Mansour naît en 1947, un an avant la Nakba, à Birzeit, au nord de Jérusalem. Il étudie l'art à l'École des beaux-arts Bezalel à Jérusalem, où il étudie l'expressionnisme abstrait, une tendance qu'il ne souhaitait pas étudier, préférant des sujets plus réalistes de la vie. Il a ensuite développé un style de peinture réaliste, représentant des scènes quotidiennes des habitants de Palestine.
Sliman Mansour explique que dans les années 1980, alors qu'il expose ses œuvres à Ramallah, l'exposition est fermée car il utilisait les couleurs du drapeau palestinien : vert, rouge, noir et blanc. Ainsi peindre une fleur avec ces quatre couleurs ou une pastèque est alors condamnable.
En 1987, il fonde avec d'autres artistes palestiniens comme Vera Tamari, Tayseer Barakat et Nabil Anani, le collectif "New Visions", en réaction à la Première intifada (1987 - 1993). Ce collectif a boycotté les fournitures artistiques israéliennes pour les remplacer par des produits locaux naturels palestiniens qu'il utilise pour créer des œuvres d'art et des assemblages.